# هنري ويلبر بنتلي
هنري ويلبر بنتلي (بالإنجليزية: Henry Wilbur Bentley)‏ هو محامي وسياسي أمريكي، ولد في 30 سبتمبر 1838 في الولايات المتحدة، وتوفي في 27 يناير 1907 في نفس البلد. حزبياً، نشط في الحزب الديمقراطي. وقد انتخب عضو مجلس النواب الأمريكي.